# П'єтро Анноні
П'єтро Анноні (італ. Pietro Annoni, 14 грудня 1886 — 19 квітня 1960) — італійський академічний веслувальник.
Срібний призер Олімпійських Ігор 1920 року в складі парної двійки.
Чемпіон Європи 1912 року в складі парної двійки.